# Chionosphaera apobasidialis
Chionosphaera apobasidialis är en lavart som beskrevs av D.E. Cox 1976. Chionosphaera apobasidialis ingår i släktet Chionosphaera och familjen Chionosphaeraceae.   Inga underarter finns listade i Catalogue of Life.